# Currie Cup 1927
La Currie Cup de 1927 fue la decimoquinta edición del principal torneo de rugby provincial de Sudáfrica.
El campeón fue el equipo de Western Province quienes obtuvieron su décimo segundo campeonato.

## Sistema de disputa
El torneo se disputó en formato liga donde cada equipo se enfrentó a los equipos restantes, obteniendo 2 puntos por victoria, 1 por empate y 0 por la derrota.

## Clasificación
| Pos. | Equipo                  | Encuentros | Encuentros | Encuentros | Encuentros | Tantos | Tantos | Tantos | Puntos |
| Pos. | Equipo                  | PJ         | PG         | PE         | PP         | F      | C      | Dif    | Puntos |
| ---- | ----------------------- | ---------- | ---------- | ---------- | ---------- | ------ | ------ | ------ | ------ |
| 1.º  | Western Province        | 9          | 9          | 0          | 0          | 238    | 46     | +192   | 18     |
| 2.º  | Transvaal               | 9          | 7          | 0          | 2          | 194    | 60     | +134   | 14     |
| 3.º  | Orange Free State       | 9          | 6          | 0          | 3          | 80     | 57     | +23    | 12     |
| 4.º  | Eastern Province        | 9          | 6          | 0          | 3          | 100    | 90     | +10    | 12     |
| 5.º  | Natal                   | 9          | 5          | 1          | 3          | 104    | 88     | +16    | 11     |
| 6.º  | Border                  | 9          | 3          | 1          | 5          | 86     | 119    | -33    | 7      |
| 7.º  | Griqualand West         | 9          | 3          | 0          | 6          | 50     | 106    | -56    | 6      |
| 8.º  | North Eastern Districts | 9          | 2          | 0          | 7          | 83     | 154    | -71    | 4      |
| 9.º  | South Western Districts | 9          | 2          | 0          | 7          | 56     | 194    | -138   | 4      |
| 10.º | Western Transvaal       | 9          | 1          | 0          | 8          | 51     | 128    | -77    | 2      |

## Campeón
| Bandera de Sudáfrica     |
| Campeón Western Province |
| Décimo segundo título    |